# Kōhei Kudō
Kōhei Kudō (工藤 浩平?, Kudō Kōhei; Chiba, 28 agosto 1984) è un ex calciatore giapponese, di ruolo centrocampista.